# Perverted-Justice
Perverted-Justice is een Amerikaanse organisatie die onder meer meegewerkt heeft aan het project en voormalige televisieprogramma Dateline: To Catch A Predator (TCAP), gepresenteerd door Chris Hansen, uitgevoerd in samenwerking met de politie, die vaak ook arrestaties verrichtten (deels in beeld gebracht).
In regionale chatrooms deden (jong)volwassen lokpersonen van Perverted-Justice, die goed bekend waren met onder meer het speciale taalgebruik in chats, zich voor als tiener, en kwamen zo in contact met mannen die seksueel in de vermeende tiener waren geïnteresseerd en een afspraak maakten om die thuis voor seks te bezoeken, wanneer de ouders van de vermeende tiener niet thuis zouden zijn. De lokpersoon probeerde daarbij te vermijden dat later zou kunnen worden tegengeworpen dat hij/zij een strafbaar feit had uitgelokt. Wel was de vermeende tiener van een verregaande meegaandheid bij het willen uitproberen van allerlei kinky seks die de verdachte voorstelde, wat de verdachte kan hebben aangemoedigd nog verder te gaan in zijn voorstellen.
Bij de Datelineshow leverde Perverted-Justice ook een jongvolwassen medewerker (m/v) die min of meer voor de vermeende tiener door kon gaan, en de verdachte met een verwelkoming het huis inlokte. Dit was wenselijk voor het televisieprogramma; voor de vervolging maakte dat niet uit ten opzichte van alleen naar het huis toekomen.
Het is voor een deel vrijwilligerswerk, maar bij samenwerking met omroepen is er ook wel voor betaald.
Perverted-Justice is met deze activiteiten gestopt omdat de traditionele chatroom niet veel meer voorkomt, en nieuwe ontwikkelingen op het gebied van sociale media en smartphones het werk bemoeilijken: het is voor de verdachte ongeloofwaardig als de vermeende tiener zichzelf niet in beeld kan brengen; de medewerker zou er daarom extreem jong uit moeten zien.
Er zullen nog wel archieven beschikbaar worden gesteld aan justitie en onderzoekers.